# Jopen Trinitas Tripel
Jopen Trinitas Tripel is een Nederlands bier van hoge gisting.
Het bier wordt gebrouwen in Brouwerij Jopenkerk te Haarlem. 
Het is een blond bier, type tripel met een alcoholpercentage van 9%. Dit bier werd oorspronkelijk gebrouwen onder de naam JubelJoop III, als een lustrumbier ter gelegenheid van het 15-jarig bestaan van het Jopenbier op 11 november 2009. Basis voor deze tripel was Jopen Hoppenbier. Wegens het grote succes van het bier werd besloten dit bier vast in het assortiment te nemen onder de huidige naam.

## Prijzen
- European Beer Star 2010 – Bronzen medaille in de categorie Belgian Style Tripel